# البديل (فلسطين)
البديل كان تحالف انتخابي للعديد من الجماعات الاشتراكية الفلسطينية:
- الجبهة الديمقراطية لتحرير فلسطين
- حزب الشعب الفلسطيني
- الاتحاد الديمقراطي الفلسطيني
- المستقلون

في انتخابات المجلس التشريعي في يناير 2006 جاء في المرتبة الرابعة بنسبة 2.92 في المائة من الأصوات الشعبية. كان له نائبين وهما: قيس عبد الكريم وبسام الصالحي. كان أفضل تصويت لهما في محافظة بيت لحم ثم في محافظة رام الله والبيرة.
تم حل التحالف في أوائل عام 2007.